# Ero lokobeana
Ero lokobeana är en spindelart som beskrevs av Emerit 1996. Ero lokobeana ingår i släktet Ero och familjen kaparspindlar.
Artens utbredningsområde är Madagaskar. Inga underarter finns listade i Catalogue of Life.